# I Have a Dream
Az I Have a Dream című dal a svéd ABBA 1979. december 7-én megjelent kislemeze a 6. Voulez-Vous című stúdióalbumukról. A dal nagy sláger volt több országban, és az Egyesült Királyságban 2. helyezést érte el 1979 karácsonyának hetében. A dalt 20 évvel később az ír Westlife is feldolgozta, akik szintén 1. helyezést értek el a dallal az 1999-es karácsonyi héten.

## Előzmények
A dalt Benny Andersson és Björn Ulvaeus írta, mely a Voulez-Vous című stúdióalbumon hallható. A dalban Anni-Frid Lyngstad énekelt. A kislemez B. oldalán a Take a Chance On Me élő változata hallható, melyet a Wembley Stadionban rögzítettek. A dalban a tagokon kívül a Stockholmi Nemzetközi Iskola gyermekkórusa is közreműködik. A dalban hallható gyermekkórus hangzást a Pink Floyd is alkalmazta Another Brick in the Wall című dalában. Az I Have a Dream szerepel az ABBA Gold: Greatest Hits című válogatás albumon, valamint a Mamma Mia! filmzene lemezen is.
Az Egyesült Királyságban a kislemezt gatefold (kinyitható) borítóval jelentették meg a Wembley koncerten résztvevő brit rajongók számára, melyet ajándéktárgyként kezeltek. A belső borítón a jellegzetes "Polar" piramis látható, hasonlóan, mint a Greatest Hits Vol. 2 című válogatás lemezen. A hátsó borítón információk találhatóak a Wembleyben megrendezett koncertekről, a tagok aláírásával együtt. Az elülső borítón ugyanaz a fénykép látható, mint a világméretű kiadáson, de a betűtípusok eltérőek rajta. Ez a kiadvány volt az EPIC kiadó második képes kislemez kiadványa.
A kislemez B. oldalán hallható Take a Chance on Me élő változata három változatban jelent meg. A koncertek után az eredeti felvételt is megjelentették. Ausztráliában egy kiterjesztett változat jelent meg, melynek elején az együttesről beszélnek. Ez a változat az ABBA deluxe kiadásán is hallható. Az 1986-ban megjelent ABBA Live albumon egy harmadik változat szerepel.
A dal 12"-es maxi lemezen is megjelent Uruguay-ban, Spanyol nyelven, és 3 dalt tartalmaz.

## Megjelenések
7"  Egyesült Királyság Epic – EPC 8088 
- A	I Have A Dream	4:44
- B	Take A Chance On Me (Recorded Live At Wembley) 4:28

12"  Uruguay RCA – MIX – 201 
- A	Estoy Soñando = I Have A Dream (Version Española)	4:44
- B 1	Tan Bueno Como Nuevo = As Good As New	3:22
- B 2	Besos De Fuego = Kisses Of Fire

## Slágerlista
| Slágerlista (1979-80)                      | Helyezés |
| ------------------------------------------ | -------- |
| Ausztrália ARIA                            | 64       |
| Ausztria Ö3 Austria Top 40                 | 1        |
| Belgium Ultratop 50 Flanders               | 1        |
| Kanada Canada Adult Contemporary Chart     | 1        |
| Hollandia Dutch Top 40                     | 1        |
| Hollandia Single Top 100                   | 1        |
| Írország (IRMA)                            | 2        |
| Svájc Schweizer Hitparade                  | 1        |
| Egyesült Királyság Official Charts Company | 2        |

## Feldolgozások
- 1981-ben az amerikai country-gospel énekes Cristy Lane saját változatát készített el, mely a Billboard Country Chart listán 17. helyezés volt ebben az évben.
- 1983-ban a görög Nána Múszhuri a dal francia változatát vette fel, mely a "Chanter La Vie" címet kapta, és Quand on Revient című albumán is szerepel. A dal angol nyelvű változatát 1986-ban vette fel, és jelentette meg 1990-es Alone című albumán. A dalnak született egy német változata is, mely az "Ich leb'im Traum" címet kapta.
- 1985-ben a Croatia-i énekesnő Tereza Kesovija vette fel saját változatát "Pronađi put" címen, melynek szövegét Željko Sabol írta.
- 1987-ben a dán Streapleers vette fel saját változatát svéd nyelven Ingela Forsmannal, "Jag her en dröm" címen, mely a svéd kislemezlistán az 1. helyezést érte el, és 17. hétig volt helyezett május 31-december 6 között ebben az évben.
- 1994-ben a hawaii Makaha Sons énekes is elkészítette saját feldolgozását Ke Alaulau című albumára.[12]
- 1999-ben a Westlife nevű együttes is feldolgozta a dalt, mely 1. helyezést ért el az angol kislemezlistán.
- A svájci Dan Daniell Anni-Frid Lyngstadtal egy új duettet készített a dalból Lieber Gott című albumára.[13]
- 2004-ben az ír énekes Daniel O'Donnell készítette el a dal saját változatát a Songs of Inspiration /I Believe című dupla albumára.
- 2005-ben az ír folk zenekar Foster & Allen készítette el feldolgozását Sing The Number 1's című albumukra.
- 2005-ben a német valóságshow sztár Barbara Schöneberger és az amerikai Sydney Youngblood egy közös duettben adta elő a dalt egy TV műsorban, mely az ABBA Mania válogatás albumon is hallható.
- 2006.ban az olasz-amerikai énekes Al Martino saját változatát készítette el a Come Share The Wine című albumára.
- 2006-ban a német AC/DC emlékzenekar Riff Raff felvette a dalt AC/DC stílusban Rock N'Roll Mutation Vol. 1. című albumára.
- 2007-ben Connie Talbot vette fel a dalt saját stílusában Over The Rainbow címmel.
- 2008-ban az amerikai BNB jazz-lounge stílusú együttes Bossa Mia: Songs Of Abba című albumára készítette el a dalt.